# Joe Donnelly

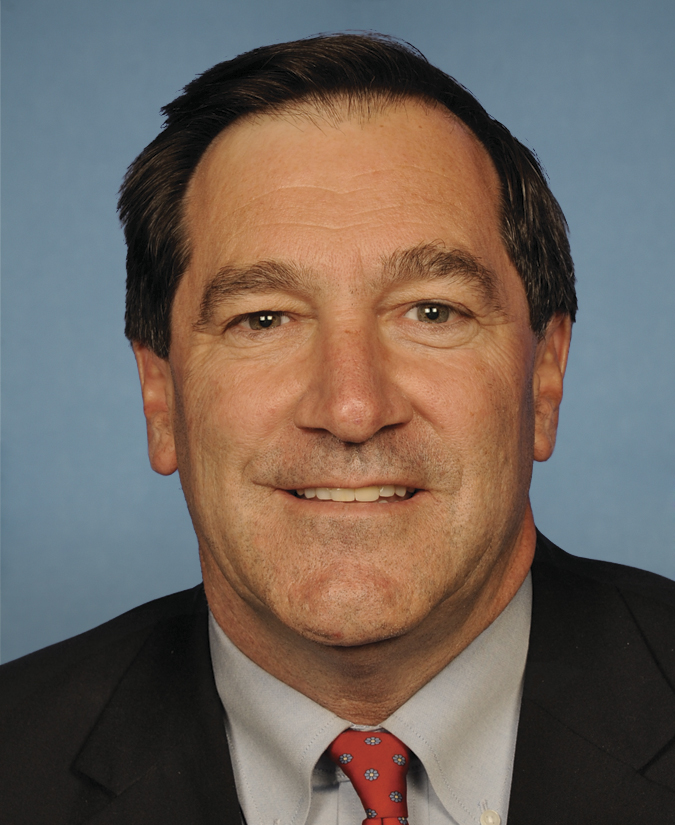
Joe Donnelly (2011)

Joseph Simon „Joe“ Donnelly (* 29. September 1955 in Massapequa, New York) ist ein ehemaliger amerikanischer Politiker der Demokratischen Partei. Von 2013 bis 2019 vertrat er den Bundesstaat Indiana im Senat der Vereinigten Staaten, nachdem er von 2007 bis 2013 den 2. Kongresswahlbezirk dieses Bundesstaates im US-Repräsentantenhaus vertreten hatte. Nach seiner Niederlage bei der Senatswahl 2018 schied Donnelly im Januar 2019 aus dem Senat aus. Er gilt als zentristischer Demokrat, der in einigen gesellschaftspolitischen Themen eher konservative Positionen vertritt.
Er ist seit 2022 Botschafter der Vereinigten Staaten beim Heiligen Stuhl.

## Familie, Ausbildung und Beruf
Joe Donnelly wuchs in New York City auf und wurde von seinem Vater allein erzogen, nachdem seine Mutter gestorben war, als er zehn Jahre alt war. Er zog mit achtzehn Jahren nach Indiana und studierte bis 1977 an der dortigen University of Notre Dame. Nach einem anschließenden Jurastudium an der gleichen Universität wurde er 1981 zum Rechtsanwalt zugelassen und begann als solcher zu arbeiten. 1996 gründete er eine Firma, die er in den folgenden Jahren leitete.
Nach seinem Ausscheiden aus dem Senat gab Donnelly bekannt, im April 2019 bei der größten Lobbyistenfirma der USA, Akin Gump, als Partner einzusteigen.
Donnelly ist verheiratet und lebt in Granger.

## Politische Laufbahn
Als Demokrat saß Donnelly im Wahlausschuss des Staates Indiana sowie zwischen 1997 und 2001 in einem lokalen Schulausschuss. 1988 strebte er erfolglos die Nominierung seiner Partei für das Amt des Attorney General (Generalstaatsanwalt) Indianas an. 1990 kandidierte er ebenfalls ohne Erfolg für den Staatssenat.
Bei der Wahl 2004 trat er ohne Erfolg als Kandidat seiner Partei für das Repräsentantenhaus der Vereinigten Staaten im 2. Kongresswahlbezirk Indianas an. Bei der Wahl 2006 wurde Donnelly im selben Bezirk in das US-Repräsentantenhaus gewählt, wo er am 3. Januar 2007 die Nachfolge von Chris Chocola antrat und zweimal wiedergewählt wurde, zuletzt 2010 mit einem Prozentpunkt Vorsprung gegenüber der Republikanerin Jackie Walorski. Er war Mitglied im Finanzausschuss und im Veteranenausschuss sowie in vier Unterausschüssen. Sein Mandat im Repräsentantenhaus endete am 3. Januar 2013.
Bei der Wahl im November 2012 kandidierte Donnelly für den US-Senat. Nachdem der Mandatsinhaber Richard Lugar bei der Vorwahl der Republikaner dem Tea-Party-Kandidaten Richard Mourdock unterlegen war, wurde zunächst ein knapper Wahlausgang erwartet. Als Mourdock bei einer Fernsehdebatte die Ansicht vertrat, dass eine Schwangerschaft auch nach einer Vergewaltigung Gottes Willen entspreche, ging Donnelly in Führung und schlug Mourdock deutlich, obwohl Barack Obama den Bundesstaat bei der Präsidentenwahl gleichzeitig verlor. Mourdocks Äußerung hatte auch deshalb so viel Aufsehen erregt, weil kurz zuvor der Senatskandidat der Republikaner in Missouri, Todd Akin, eine noch kontroversere medizinisch unhaltbare Bemerkung über Vergewaltigung gemacht hatte.
Am 3. Januar 2013 begann Donnellys Mandat als Senator. Mit seiner zentristischen Positionierung hat er sich in beiden großen Partei Feinde gemacht, auch wenn er als grundsätzlich beliebt unter Republikanern gilt. So war er einer von drei demokratischen Senatoren, die 2017 dem republikanischen Vorschlag für den Obersten Gerichtshof, Neil Gorsuch, zustimmten. Auch sonst stimmte Donnelly häufiger als die meisten anderen Senatoren seiner Partei (nach Doug Jones und Joe Manchin) in seinen Entscheidungen mit der Position des Präsidenten überein, laut FiveThirtyEight in über 55 Prozent der Fälle (Stand April 2018).
Donnelly trat bei der Wahl 2018 wieder für seinen Sitz an und galt als einer der gefährdetsten Senatoren der Demokraten, nachdem Donald Trump den strukturell konservativen Bundesstaat Indiana bei der Präsidentschaftswahl 2016 mit 19 Prozentpunkten Vorsprung gewonnen hatte. Donnelly gewann, nachdem ein Herausforderer im Januar 2018 seine Kandidatur zurückgezogen hatte, die Vorwahl seiner Partei ohne Gegenkandidat. Auf der Seite der Republikaner lieferten sich die beiden Kongressabgeordneten Luke Messer und Todd Rokita lange ein hart umkämpftes Rennen, wurden aber bei der Vorwahl im Mai 2018 vom politisch unerfahrenen Geschäftsmann Mike Braun besiegt, der weitgehend unbekannt war. Braun beteiligte sich vor 2012 an Vorwahlen der Demokraten, zeigte sich im Wahlkampf aber als Anhänger Präsident Trumps und dessen Politik (Bau einer Grenzmauer, Aufkündigung von Freihandelsverträgen). Eine Umfrage von Anfang September 2018 sah Donnelly mit 49 zu 43 Prozent vorn und attestierte ihm gute persönliche Beliebtheitswerte und Vorsprung bei Unabhängigen und Angehörigen der politischen Mitte; auch Anhänger der Republikaner gaben zu 10 Prozent an, Donnelly wählen zu wollen. Dennoch verlor Donnelly die Wahl mit 43,2 zu 52,9 Prozent der Stimmen gegen Braun.
Donnelly schied am 3. Januar 2019 aus dem Senat aus.

## Botschafter am Heiligen Stuhl
Im Oktober 2021 legte sich der neugewählte Präsident der USA, Joe Biden, der zweite Präsident in der Geschichte der Vereinigten Staaten mit katholischem Glaubensbekenntnis, auf Donnelly als Botschafter beim Heiligen Stuhl fest. Donnelly übergab sein Beglaubigungsschreiben an Papst Franziskus am 11. April 2022.

## Positionen
Donnelly galt während seiner Zeit als Abgeordneter im Repräsentantenhaus und später im Senat als eher konservativer Demokrat, der sich für fiskalpolitische Strenge (Austerität) und ein starkes Militär einsetzte und handelspolitisch protektionistische Positionen vertrat. In einer Studie der Georgetown University vom April 2017 war Donnelly nach Joe Manchin der politisch moderateste Senator des Landes. Gesellschaftspolitisch lehnte er Schwangerschaftsabbrüche ab und hieß privaten Waffenbesitz gut. Obwohl er für die Förderung alternativer Energie eintrat, war er vergleichsweise unbeliebt bei Umweltschützern, dafür hatte er bei Gewerkschaften und in der Arbeiterschaft einen besseren Stand. Er setzte sich für Erhaltung der Gesundheitsreform Obamacare und von Sozialprogrammen ein und unterstützte ab 2013 die Einführung der gleichgeschlechtlicher Ehen, die er ursprünglich abgelehnt hatte. Während er seine Partei 2015 damit gegen sich aufbrachte, dass er gegen die Förderung von Planned Parenthood stimmte, unterstützte er Präsident Barack Obama bei der Verhandlungslösung zum iranischen Atomprogramm. Donnelly war nicht weit über seinen Bundesstaat hinaus bekannt und wurde in seinem zurückgenommenen Auftreten und moderaten Abstimmungsverhalten als glaubwürdiger Sachwalter kleiner Leute bezeichnet.